# Solo Flight
Solo Flight est un jeu vidéo de simulation de vol sorti sur différentes machines en 1983.